# Tatjana Sergejewna Schtschelkanowa

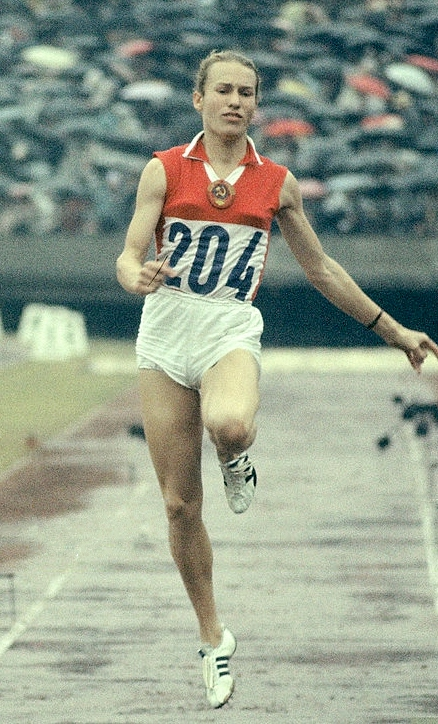
Tatjana Schtschelkanowa (1964)

Tatjana Sergejewna Schtschelkanowa (russisch Татьяна Сергеевна Щелканова, engl. Transkription Tatyana Shchelkanova; * 18. April 1937 in Jeisk; † 24. November 2011) war eine sowjetische Weitspringerin, die in der ersten Hälfte der 1960er Jahre erfolgreich war. Sie sprang vier Weltrekorde und gewann eine Europameisterschaft. Sie lebte und trainierte in Leningrad.
Obwohl sich ihr sportliches Talent schon während der Schulzeit zeigte, galt ihre Liebe zunächst dem Theater. Erst als 18-Jährige begann sie ernsthaft zu trainieren, und zwar zunächst unter Margarita Dmitrijewna Balaschowa,  einer Meisterin des Sports im Hürdenlauf, später dann unter dem Weitspringer Anatoli Kusnezow. 
Zwischen 1961 und 1966 gewann sie insgesamt 10 sowjetische Meisterschaften im Weitsprung, im Fünfkampf und über 4-mal 100 Meter.

## Leistungen

### Weltrekorde
- 6,48 m, 16. Juli 1961, Moskau
- 6,53 m, am 10. Juni 1962, Leipzig
- 6,62 m, am 6. Oktober 1962, Brüssel
- 6,70 m, am 4. Juli 1964, Moskau

### Platzierungen
- 1962 Europameisterschaften in Belgrad: Gold mit 6,36 m vor der Polin Elżbieta Krzesińska und der Britin Mary Rand, beide mit 6,22 m
- 1964 Olympische Spiele in Tokio: Bronze hinter Mary Rand mit 6,76 m (WR) und der Polin Irena Kirszenstein mit 6,60 m
- 1966 Europäische Hallenspiele in Dortmund: Gold vor Mary Rand und Heide Rosendahl